# Somewhere Down the Crazy River
Somewhere Down the Crazy River is een nummer van de Canadese zanger Robbie Robertson. Het nummer werd geschreven door Robertson zelf, die samen met Daniel Lanois de productie voor zijn rekening nam. In 1987 werd het uitgebracht als derde single van het debuutalbum van de zanger, Robbie Robertson.

## Achtergrond
Lanois was co-producer van het gehele album en vertelde later in een interview hoe de inspiratie voor deze single ontstond. Robertson vertelde hem namelijk over de tijd waarin hij met zijn voormalige bandgenoot van The Band, Levon Helm, rondhing in diens oude buurt in Arkansas: "Hij vertelde me over de hete nachten en het vissen met dynamiet. Ik was nieuwsgierig naar zijn verhalen omdat ik ze op die plaat wilde hebben. Het is een beetje zoals een man met een diepe stem die je vertelt over stomende nachten in Arkansas."
Daniel Lanois vertelde in 1989 dat zijn invloed op album en single groot was geweest. Hij wees Robertson op de technische mogelijkheden. Lanois zou daarbij verantwoordelijk zijn geweest voor de dromerige sfeer, het gitaarspel en delen van de tekst. Niet iedere fan was weg van dit nummer; de invloed van Lanois en daarmee de indirecte invloed van U2-muziek zou te groot geweest zijn; men wilde liever muziek uit de The Band-periode. Dat zou hebben geleid naar een anders klinkende tweede album Storyville.  Lanois (productie, gitaar, omnichord) en Robertson (gitaar, zang) hadden wel beschikking over een groep gerenommeerde musici: Sammy BoDean (achtergrondzang), Bill Dillon (gitaar) , Tony Levin (basgitaar) en Manu Katché (drums); Levin en Katché speelden bij Peter Gabriel die ook op het album te horen is. In de liedtekst wordt gerefereerd aan "Kokomo" (een paradijselijk oord), een "Chevrolet 59" en "Little Willie John".

## Hitnoteringen en prijzen
Somewhere Down the Crazy River bereikte als hoogste notering de achtste plek van de hitlijst in Vlaanderen. In de Nederlandse Top 40 eindigde het een plekje lager, want in de acht weken waarin het in die lijst stond, stond het drie weken op de negende plek. In zijn vaderland Canada haalde Robertson met dit nummer de eenennegentigste plaats.

### Nederlandse Top 40
| Positie: | 32 | 21 | 16 | 9 | 9 | 9 | 15 | 25 | uit |